# Consulat général de France à Munich
Le Consulat général de France à Munich est chargé de la protection et du suivi consulaire et administratif de l’ensemble des ressortissants français en Bavière. Il est situé à Munich, capitale du Land et État libre de Bavière, et son Consul général est, depuis le 19 mai 2024, Alexandre Vulic.

## Liste des Consuls généraux de France à Munich
| Consuls de France à Munich | Dates              |
| -------------------------- | ------------------ |
| Jean-Claude Moreau         | ? - 1991           |
| Francis Bellanger          | 1991 - 1996        |
| André Cira                 | 1994 - 1996        |
| Christian Rouyer           | 1996 - 2000        |
| Antoine Grassin            | 2000 - 2003        |
| Jean-Claude Schlumberger   | 2003 - 2006        |
| Graham Paul                | 2006 - 2007        |
| Stéphane Visconti          | 2007 - 2011        |
| Emmanuel Cohet             | 2011 - 2014        |
| Jean-Claude Brunet         | 2014 - 2017        |
| Pierre Lanapats            | 2017 - 2021        |
| Corinne Pereira Da Silva   | 2021 - 2024        |
| Alexandre Vulic            | 2024 - Aujourd'hui |